# Лиукконен, Терхи
Те́рхи Ли́укконен (фин. Terhi Liukkonen) — финская кёрлингистка.
В составе женской сборной Финляндии участница чемпионата мира 1988 (заняли десятое место) и чемпионата Европы 1987 (заняли шестое место). Чемпионка Финляндии среди женщин, призёр чемпионатов Финляндии среди смешанных команд. В составе юниорской женской сборной Финляндии участница чемпионата Европы среди юниоров 1987 (заняли шестое место).
Играла на позиции первого.

## Команды
| Сезон   | Четвёртый       | Третий      | Второй           | Первый          | Турниры                              |
| ------- | --------------- | ----------- | ---------------- | --------------- | ------------------------------------ |
| 1986—87 | Анне Эерикяйнен | Мари Лунден | Hannele Saarto   | Терхи Лиукконен | ЧЕЮ 1987 (6 место)                   |
| 1987—88 | Анне Эерикяйнен | Мари Лунден | Тютти Хаапасаари | Терхи Лиукконен | ЧЕ 1987 (6 место) ЧМ 1988 (10 место) |

(скипы выделены полужирным шрифтом)